# Łukasz Grzesiczak
Łukasz Marcin Grzesiczak (* 5. května 1981 Dąbrowa Górnicza) je polský novinář, bohemista, slovakista a politolog. Absolvent Jagelonské univerzity v Krakově. Publikuje na stránkách Czasu Kultury, Pograniczy, Lampy, Iskry Božej i v deníku Gazeta Wyborcza. Rovněž publikuje v českém časopise Listy. Je čechofil propagující v Polsku současnou českou kulturu a české dějiny.